# Gasconade Township (Missouri)
Pour les articles homonymes, voir Gasconade.
Gasconade Township est un ancien township, situé dans le comté de Laclede, dans le Missouri, aux États-Unis,.
Le township est fondé en 1874 et baptisé en référence à la rivière Gasconade.

### Source de la traduction
- (en) Cet article est partiellement ou en totalité issu de l’article de Wikipédia en anglais intitulé « Gasconade Township, Laclede County, Missouri » (voir la liste des auteurs).